# Ладон, Рохен
Рохен Ладон (исп. Rogen Ladon; род. 10 ноября 1993, Баго, Западные Висайи) — филиппинский боксёр-любитель, представитель наилегчайших весовых категорий. Выступает за национальную сборную Филиппин по боксу с 2011 года, участник Олимпийских игр 2016 года, бронзовый призёр чемпионата мира (2015), серебряный призёр Азиатских игр (2018), двукратный призёр чемпионата Азии (2015, 2017), серебряный призёр Игр Юго-Восточной Азии (2015), многократный победитель и призёр международных и национальных турниров в любителях.

## Биография
Рохен Ладон родился 10 ноября 1993 года в городе Баго провинции Западный Негрос, Филиппины.
Заниматься боксом начал в 2007 году, проходил подготовку под руководством тренеров Пэта Гаспи и Нолито Веласко. В 2008 году уже выиграл бронзовую медаль на чемпионате Филиппин среди юниоров в категории до 46 кг, тогда как на аналогичных соревнованиях в 2009 году был уже лучшим.
В 2011 году вошёл в состав филиппинской национальной сборной и одержал победу на международном турнире в Гонконге.
В 2012 году отметился победой на Кубке Тайбея, в частности в финале первой наилегчайшей весовой категории взял верх над японцем Кэнсиро Тэрадзи.
В 2013 году выиграл Филиппинские национальные игры, боксировал на Мемориале Константина Короткова в Хабаровске, на Мемориале Сиднея Джексона в Ташкенте и на чемпионате Азии в Аммане, где в четвертьфинале был остановлен казахом Темиртасом Жусуповым.
В 2015 году стал серебряным призёром на Играх Юго-Восточной Азии в Сингапуре и на азиатском первенстве в Бангкоке, взял бронзу на мировом первенстве в Дохе, уступив на стадии полуфиналов первого наилегчайшего веса россиянину Василию Егорову.
На Олимпийском квалификационном турнире Азии и Океании в Цяньане сумел дойти до финала, выиграв у всех соперников по турнирной сетке кроме узбека Хасанбоя Дусматова — тем самым удостоился права защищать честь страны на летних Олимпийских играх 2016 года в Рио-де-Жанейро. На Играх в категории до 49 кг прошёл предварительный этап без соперника, тогда как в 1/8 финала единогласным решением судей потерпел поражение от колумбийца Юберхена Мартинеса, который в итоге стал серебряным призёром этого олимпийского турнира.
После Олимпиады Ладон остался в составе боксёрской команды Филиппин и продолжил принимать участие в крупнейших международных турнирах. Так, в 2017 году в первом наилегчайшем весе он взял бронзу на чемпионате Азии в Ташкенте, выиграл серебряную медаль на международном турнире в Улан-Баторе, выступил на чемпионате мира в Гамбурге.
В 2018 году получил серебро на Кубке президента в Астане, на Кубке Каполри в Манадо и на Азиатских играх в Джакарте, где в решающем поединке наилегчайшей весовой категории был побеждён представителем Узбекистана Жасурбеком Латиповым.